# Allocerellus notatus
Allocerellus notatus är en stekelart som beskrevs av Prinsloo 1995. Allocerellus notatus ingår i släktet Allocerellus och familjen sköldlussteklar. Inga underarter finns listade i Catalogue of Life.